# Энгельштейн, Михаил Абрамович
Михаил Абрамович Энгельштейн (1906, Одесса, Херсонская губерния — 1951, Изумруд, Свердловская область) — советский физикохимик и радиохимик. Лауреат Сталинской премии 3-й степени (1950).

## Биография
Родился в 1906 году в городе Одессе.
В 1930 году окончил Одесский химико-технологический институт.
С 1930 аспирант Одесского химико-радиологического (химико-исследовательского) института, одновременно секретарь партколлектива. В 1933 году присвоена степень кандидата химических наук.
С 1933 года — директор, в 1939—1941 годах — заместитель директора по научной части — главный инженер украинского филиала Гиредмета (Украинский научно-исследовательский химический институт, УкрНИХИМ). Участвовал в налаживании производства солей цезия, рубидия, лития, тория и урана, ранее импортировавшихся.
По совместительству преподавал в вузах Одессы, доцент.
В октябре 1941 года направлен на строящийся Государственный горно-металлургический комбинат № 3 Главредмета, город Асбест и посёлок Изумруд. С 1942 года — главный инженер.
Умер в 1951 году от инсульта. Похоронен в посёлке Изумруд.

## Научная деятельность
Разработал технологию отливки бериллиевой бронзы, которая была внедрена на ГГМК № 3 и на Усть-Каменогорском металлургическом комбинате.

### Научные труды
- Сборник трудов Украинского научно-исследовательского химического института Треста «УКРХИМ» в Одессе [Текст] / Ред. коллегия: проф. Е. С. Бурксер, доц. М. А. Энгельштейн и др. ; Отв. ред. проф. Е .С. Бурксер. — Одесса : [б. и.], 1935. — 1 т.; 21 см. Вып. 1: Технология серной кислоты [Текст] : 1. Работы сектора катализа. 2. Работы сектора минеральной технологии. — 1935. — 127 с., 1 л. ил. : ил.

## Награды
- Сталинская премия 3-й степени (1950) — за разработку методов производства цезия из отечественного сырья.